# 1033 Simona
Simona (asteroide 1033) é um asteroide da cintura principal com um diâmetro de 24,76 quilómetros, a 2,6656421 UA. Possui uma excentricidade de 0,1127827 e um período orbital de 1 902,17 dias (5,21 anos).
Simona tem uma velocidade orbital média de 17,18331032 km/s e uma inclinação de 10,64176º.
Esse asteroide foi descoberto em 4 de setembro de 1924 por George Van Biesbroeck.